# Theridiosoma latebricola
Theridiosoma latebricola är en spindelart som beskrevs av George Hazelwood Locket 1968. Theridiosoma latebricola ingår i släktet Theridiosoma och familjen strålspindlar.
Artens utbredningsområde är Angola. Inga underarter finns listade i Catalogue of Life.